# Mirití-Paraná
Mirití-Paraná est un corregimiento départemental de Colombie, situé dans le département d'Amazonas.

## Démographie
Selon les données récoltées par le DANE lors du recensement de la population colombienne en 2005, Mirití-Paraná compte une population de 13 habitants.